# Antonio Roiti
Antonio Roiti (Argenta, 26 maggio 1843 – Roma, 8 novembre 1921) è stato un fisico italiano.

## Biografia
Fu noto studioso di elettrologia, membro dell'Accademia dei Lincei e del Consiglio nazionale della Pubblica Istruzione. Nel 1866 interruppe gli studi universitari in Matematica, che stava svolgendo a Pisa, per partecipare, agli ordini di Giuseppe Garibaldi, agli scontri che si stavano svolgendo in Trentino a seguito della Terza guerra di indipendenza italiana.
Durante la guerra ottenne una medaglia d'argento per essersi liberato dalla prigionia degli austriaci. Si batté valorosamente a Bezzecca e Condino. Fatto prigioniero dagli austriaci, riuscì a fuggire e a ritornare al battaglione meritando la medaglia d'argento.
Terminata la guerra completò gli studi, ottenendo la laurea in matematica ed iniziando la carriera come insegnante e ricercatore.
Nel 1866 fu nominato assistente alla cattedra di chimica dell'Università di Pisa e nel 1868 a quella di fisica. Nel 1868 ottenne la laurea in Matematica.
Dal 1871 insegnò all'Istituto Tecnico Toscano, per poi ottenere nel 1880, come vincitore di concorso, la cattedra di fisica nell'Istituto di Studi Superiori Fiorentino, dove restò fino al pensionamento nel 1913.
Pubblicò studi sul moto dei liquidi, sulla natura della corrente elettrica, studi sulla velocità del suono, sulla cataforesi, sulla resistenza elettrica, sul fenomeno di Hale, sull'elettrocalorimetro, sullo studio dei trasformatori e sulle cariche elettriche. Oltre alla scienza e all'insegnamento si dedicò, seppur localmente, alla politica, divenendo consigliere comunale e assessore alla Pubblica Istruzione del comune di Firenze.

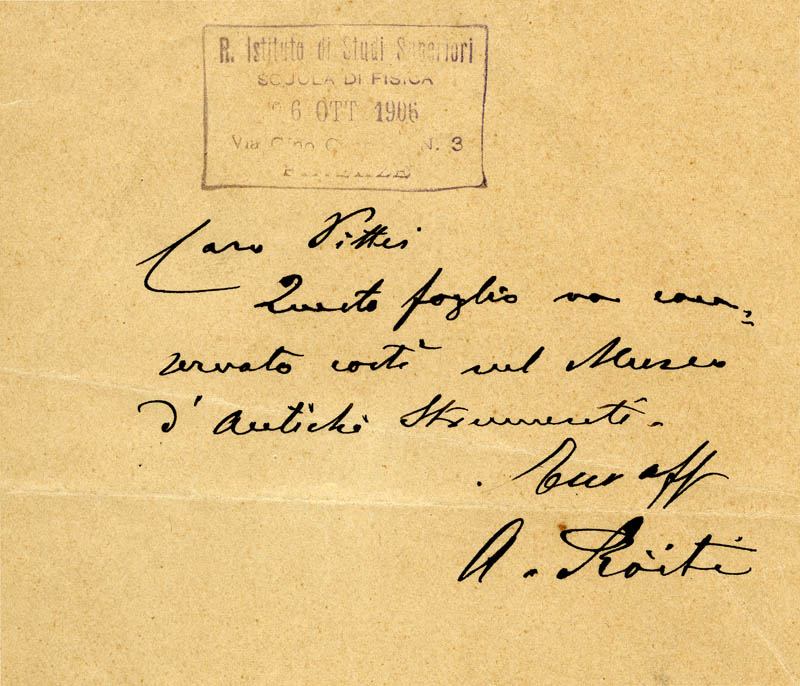
Biglietto di Antonio Roiti a Costantino Pittei, ottobre 1906

Alla morte di Ferdinando Meucci, avvenuta nel 1893, Antonio Roiti viene nominato direttore del Museo degli strumenti antichi di astronomia e di fisica di Firenze e mantiene questa carica fino al 1908, assumendo alla vicedirezione Costantino Pittei. Una parte della documentazione realizzata nell'esercizio di questa funzione è oggi conservata presso la biblioteca del Museo Galileo.
Nel 1902 per l'Accademia dei Lincei legge la commemorazione per la morte di Riccardo Felici.

## Opere
Antonio Roiti ha pubblicato numerosi testi ed articoli scientifici nella seconda metà del XIX secolo.
- con J Muller, Nuova forma dell'esperienza tendente a dimostrare l'azione a distanza di singoli poli magnetici, in Il Nuovo Cimento Series 2, v1 n1, 1869, OCLC 4635236873.

## Edifici a lui dedicati
- È a lui intitolato il liceo scientifico di Ferrara.